# Waipu.tv
waipu.tv ist eine Internetfernsehen- und Video-on-Demand-Plattform. Sie kann auf Smart-TVs, mobilen Endgeräten, PCs und per Streaming-Media-Adaptern genutzt werden. waipu.tv hatte zum 30. September 2023 1.234.900 Abokunden.
waipu.tv ist eine Marke der Exaring AG mit Sitz in München, an der die Freenet Group zu 72 % beteiligt ist. Die Entwicklung von waipu.tv erfolgt in Deutschland.
waipu.tv kann ausschließlich in Deutschland gebucht werden, eine kostenpflichtige Option für Nutzung im EU-Ausland ist möglich.  

## Technik
Pro Nutzerkonto stehen bis zu vier parallele Streams zur Verfügung.

### Tonformate
Waipu.tv bietet seit Januar 2024 bei Live-Streams Surround-Sound über Dolby Digital 5.1 an (nicht bei Aufnahmen).

### Bildformate
Das Streaming erfolgt bei kostenpflichtigen Abonnements in 720p oder Full HD, sofern das Ausgangsmaterial in HD vorliegt, in anderen Fällen in SD. HDR wird nicht unterstützt.

### PVR-Funktionen
PVR steht für englisch „Personal Video Recorder“ bzw. deutsch „Persönlicher Videorekorder“.
Bei laufenden Fernsehsendungen kann zum Anfang zurück gesprungen werden, laufende Streams können über eine Pausenfunktion bis zu 90 Minuten angehalten werden. Eine Ausnahme bilden die Sender der ProSiebenSat.1-Gruppe oder von Disney; hier werden nur ausgewählte Sendungen unterstützt. Nicht aufnahmefähig sind Lizenzproduktionen wie internationale Serien und Spielfilme. Sendungen von Sky Sport News konnten generell nicht aufgezeichnet werden.
Aufnahmen können im Rechenzentrum des Anbieters gespeichert werden.

### Mobilenutzung und außerhalb des Heimatnetzwerks
Die Sender von ProSiebenSat.1 und der RTL-Gruppe kann man sich nur im Heimatnetzwerk ansehen, es sei denn man bezahlt noch 3 Euro extra.

## Senderbouquet
Die folgenden Sender sind in Deutschland verfügbar. Im Gegensatz zu Zattoo wird kein „Free-Abonnement“ aktiv vermarktet, jedoch sind öffentlich-rechtliche Sender und viele „kleinere“ Sender kostenlos in SD-Auflösung verfügbar, wenn der Nutzer nach der Anmeldung kein Abonnement auswählt. Dies sind im Wesentlichen die Free-TV-Sender mit Ausnahme der Programme der RTL- und Pro7Sat.1-Sendergruppe.
Diese Liste der Sender unterliegt ständigen Änderungen und erhebt deshalb keinen Anspruch auf Aktualität.  
| Kategorie        | TV-Sender und Streams |
| ---------------- | --- |
| National         | Das Erste HD, ZDF HD, RTL HD, ProSieben HD, Sat.1 HD, VOX HD, RTL Zwei HD, Kabel Eins HD, Welt HD, n-tv HD, Super RTL HD, Nitro HD, DMAX HD, Disney Channel HD, ProSieben Maxx HD, ZDFneo HD, Sat.1 Gold HD, Sixx HD, TLC HD, KiKA HD, Nickelodeon HD, RiC HD, Toggo plus HD, Eurosport 1 HD, Sport1 HD, Deluxe Dance by Kontor HD, Deluxe Music HD, Deluxe Rap HD, MTV HD, Xite Hits HD, Schlager Deluxe, Melodie TV, More Than Sports TV HD, Welt der Wunder HD, Comedy Central HD, ZDFinfo HD, Kabel Eins Doku HD, 3sat HD, Phoenix HD, Arte HD, One HD, RTLup HD, Tele 5 HD, DF1 HD, Tagesschau24 HD, ARD-alpha HD, N24 Doku HD, Bibel TV HD, HSE HD, QVC HD, Home & Garden TV HD, VOXup HD |
| Regional         | WDR HD (Aachen, Bielefeld, Bonn, Dortmund, Duisburg, Düsseldorf, Essen, Köln, Münster, Siegen, Wuppertal), MDR HD (Sachsen, Sachsen-Anhalt, Thüringen), SWR HD (Baden-Württemberg, Rheinland-Pfalz), HR-Fernsehen HD, NDR HD (Hamburg, Niedersachsen, Mecklenburg-Vorpommern, Schleswig-Holstein), BR HD (Nord, Süd), rbb HD (Berlin, Brandenburg), Radio Bremen TV HD, SR Fernsehen HD, TV Bayern Regional HD |
| International    | CNN International HD, BBC News HD, CNBC Europe HD, Al Jazeera English HD, Euronews HD, France 24 HD (englisch) |
| New TV/ VoD      | HoppiPolla HD, MyAnimationKids HD, Cosmo & Wanda HD, ADAC TV HD, JP Performance HD, Xplore HD, Waidwerk HD, Deluxe Lounge HD, Dokus HD, Sallys Welt HD, Just Cooking HD, Netzkino HD, alles kino HD, Movies HD, Kaminfeuer HD, Gronkh HD, Rocket Beans TV HD, MySpass TV, Wir angeln! HD, Marco Polo TV HD, Team Harrison, Kiddinx Kids HD |
| Pay-TV           | 13th Street HD, Syfy HD, Universal TV HD, Warner TV Serie HD, Warner TV Comedy HD, Warner TV Film HD, RTL Crime HD, RTL Passion HD, RTL Living HD, AXN Black HD, AXN White HD, Cinema of Hearts HD, Love & Passion HD, CNMA Arthouse HD, Kinowelt TV HD, ZDF Krimi HD, Filmlegenden HD, Bloody Movies HD, Home of Horror HD, Film total HD, Kabel Eins Classics HD, ProSieben Fun HD, Silverline HD, ARD Plus Krimiklassiker HD, National Geographic HD, National Geographic Wild HD, Animal Planet HD, Geo Television HD, Discovery Channel HD, History HD, Crime + Investigation HD, Cirkus Krimi HD, Sat.1 emotions HD, Fernsehen mit Herz HD, wetter.com, filmtastic HD, Nick Jr. HD, Fix & Foxi, Eurosport 2 HD, Sportdigital1+ HD, eSports One HD, Gametoon HD, Sportdigital Fußball HD, Sportdigital Edge HD, Motorvision+ HD, Fightbox HD, Fight24 HD, Obsession TV HD, FashionBox HD, DocuBox HD, Fast & FunBox HD, 360 TuneBox HD, Filmbox Arthouse HD, MTV 80s HD, MTV 90s HD, MTV 00s HD, MTV Hits HD, MTV Live HD, Jukebox HD, Gute Laune TV HD, Goldstar TV, Romance TV HD, Heimatkanal, Curiosity Channel HD, Spiegel Geschichte HD, auto motor und sport channel HD, Bergblick HD |
| Türkische Sender | 38 Sender |